# Oda von Amay

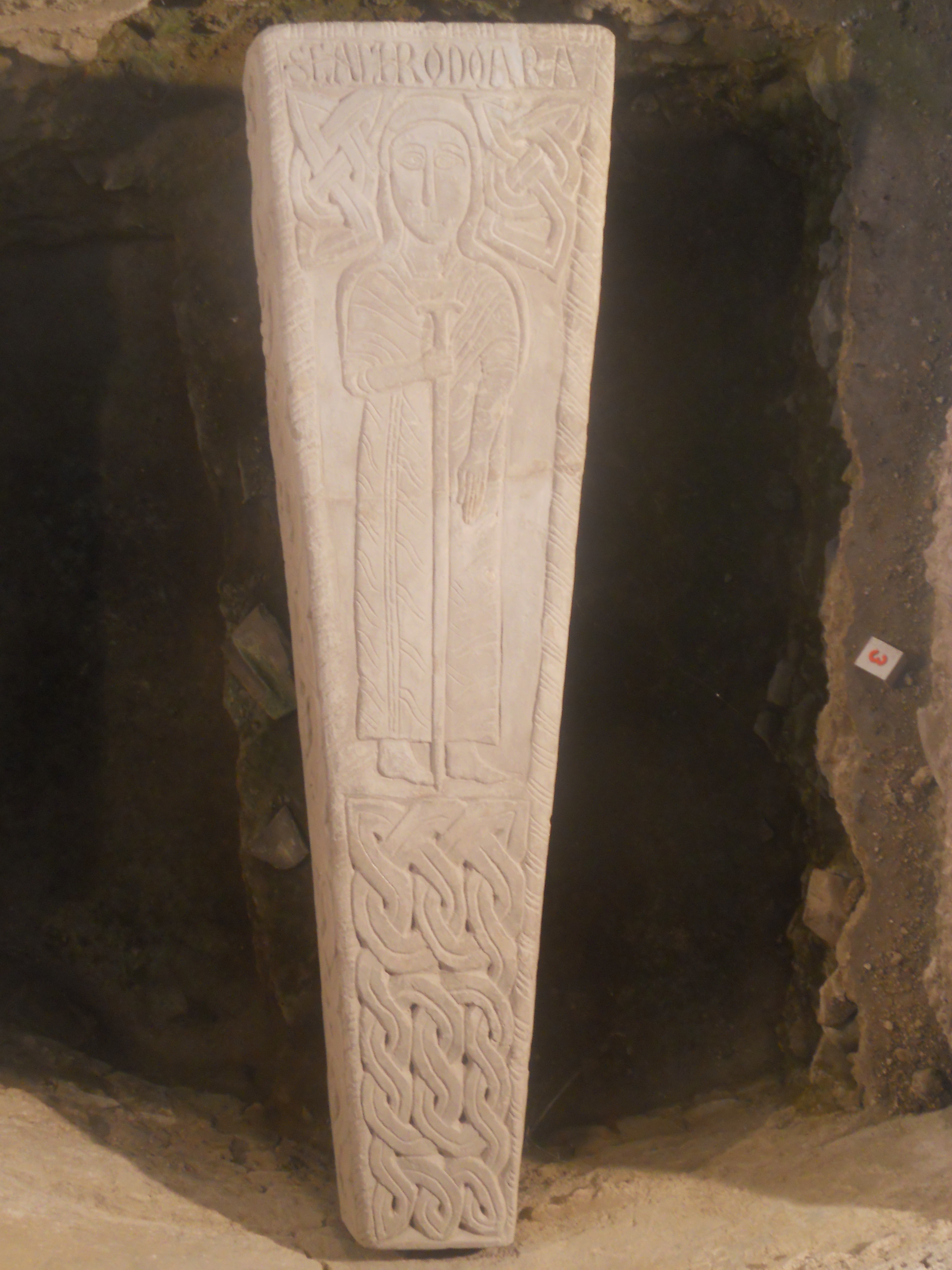
Sarkophag der Chrodoara

Oda von Amay (auch Chrodoara, * im 6. Jahrhundert; † vor 634 in Amay) ist eine fränkische Adlige und katholische Heilige. Sie wurde in der Stiftskirche Saint-Georges in Amay verehrt.

## Leben
In der Weltchronik des Sigebert von Gembloux aus dem Beginn des 12. Jahrhunderts wird der Ehefrau des Herzogs Boggis von Aquitanien, der hl. Oda von Amay, zum Jahr 711 gedacht. Das Jahr 711 bei Sigebert ist allerdings viel zu spät angesetzt, wie der Vergleich mit weiteren Nachrichten über Boggis und Oda lehrt.
Eine ausführlichere Quelle, die Vita Landiberti episcopi Traiectensis (Vita des Bischofs Lambert von Maastricht) des Kanonikers Nikolaus aus dem 12. Jahrhundert, beschreibt Herzog Boggis von Aquitanien und seine Witwe Oda von Amay näher, Oda als amita, d. h. als Lamberts Tante väterlicherseits, die aus ihrem Vermögen mehrere Kirchen gestiftet habe.
Die um 1245 verfasste Vita sanctae Odae vidua (das Leben der hl. Witwe Oda) überliefert gleichfalls, dass sie die Ehefrau des Herzogs Boggis von Aquitanien gewesen sei. Nach dem frühen Tod ihres Mannes nahm sie den Schleier und stiftete als Witwe aus ihrem Vermögen auf ihren Gütern mehrere Kirchen, darunter die Stiftskirche Saint-Georges in Amay, wo sie nach ihrem Tod beigesetzt wurde und besondere Verehrung genießt.
Weitere Zeugnisse zur hl. Oda nennen diese ohne Namen bzw. unter dem Namen Chrodoara:
Das Testament des Adalgisel Grimo von 634 führt eine Reihe von Stiftungen an Kirchen auf, unter anderen an St. Maximin in Trier und an Saint-Georges in Amay. Adalgisel Grimo schreibt, dass seine Tante, deren Name nicht genannt wird, in der Kirche Saint-Georges in Amay bestattet sei. Allgemein wird die Identität der nicht namentlich genannten Tante mit der hl. Oda / Chrodoara angenommen und danach Odas Sterbejahr vor das Jahr 634 gesetzt.
Der leere Sarkophag der Chrodoara, eines der bedeutendsten Kunstwerke der merowingischen Epoche, wurde im Jahre 1977 bei archäologischen Ausgrabungen im Chor der Kirche Saint-Georges in Amay in drei Metern Tiefe gefunden. An der Stelle wurde das Stiftergrab erwartet und die Abbildung der Chrodoara auf dem Deckel des Sarkophags mit einem Abtsstab wie auch die beiden auf sie bezüglichen Inschriften auf dem Deckel des Sarkophags legen eine Identität der Chrodoara mit Oda nahe. Die Heilige wäre dann Jahrhunderte hindurch unter einem Kosenamen verehrt worden und ihr eigentlicher Eigenname in Vergessenheit geraten. Für ihren Gatten Herzog Boggis wird der richtige merowingische Eigenname als Bodogisel angesetzt.
Der Frauenname Chrodo(h)ara ist die weibliche Form des überlieferten Männernamens Chrodo(h)ar. Die älteste Vita des hl. Maximin von Trier nennt eine adlige Frau namens Chrodohara, die solange demütig am Grab des Heiligen betet, bis dessen Fürsprache ihren kranken Fuß heilt.

## Andenken

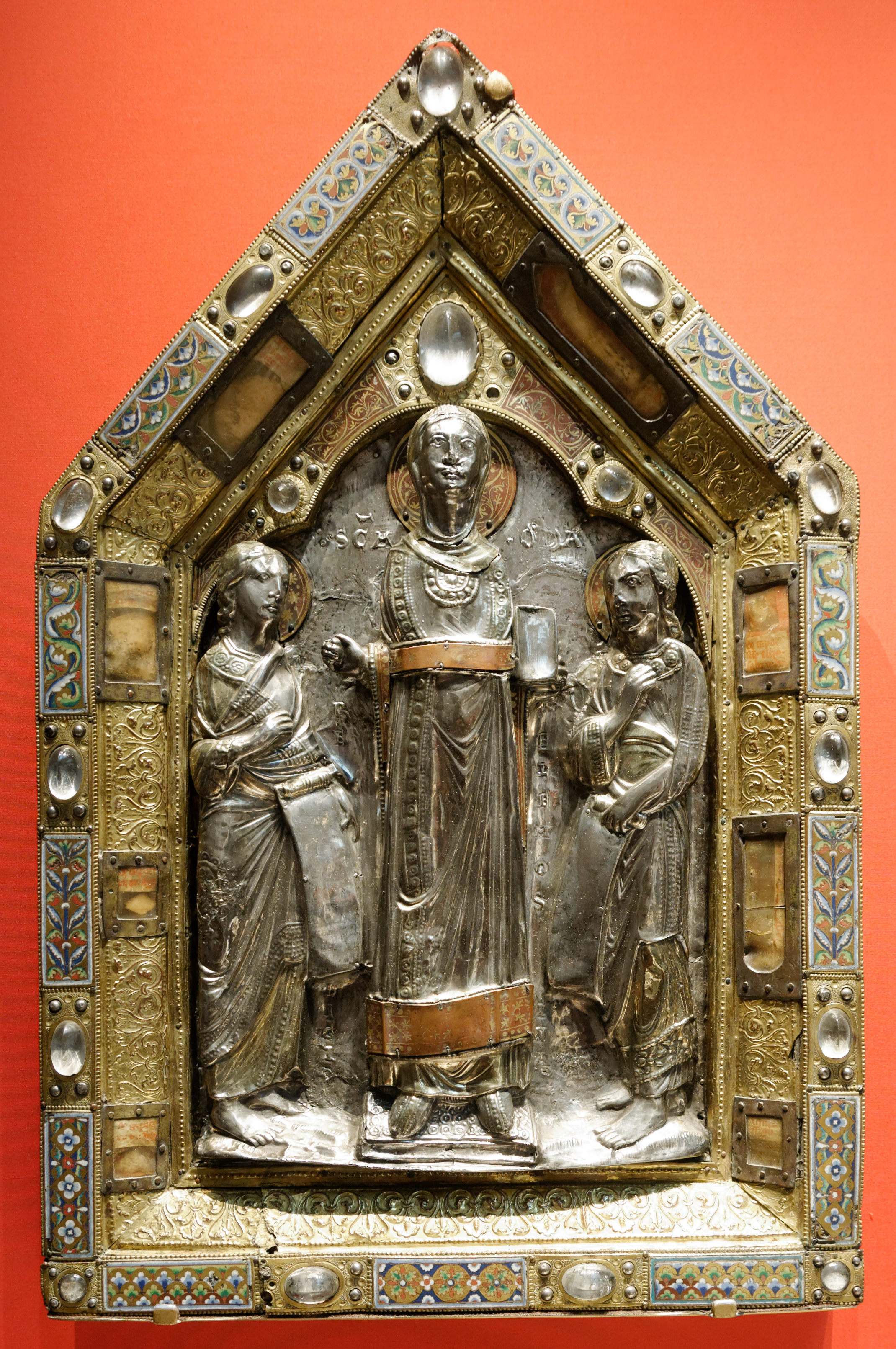
Halbplastik der hl. Oda auf dem Reliquienschrein in London (um 1170)

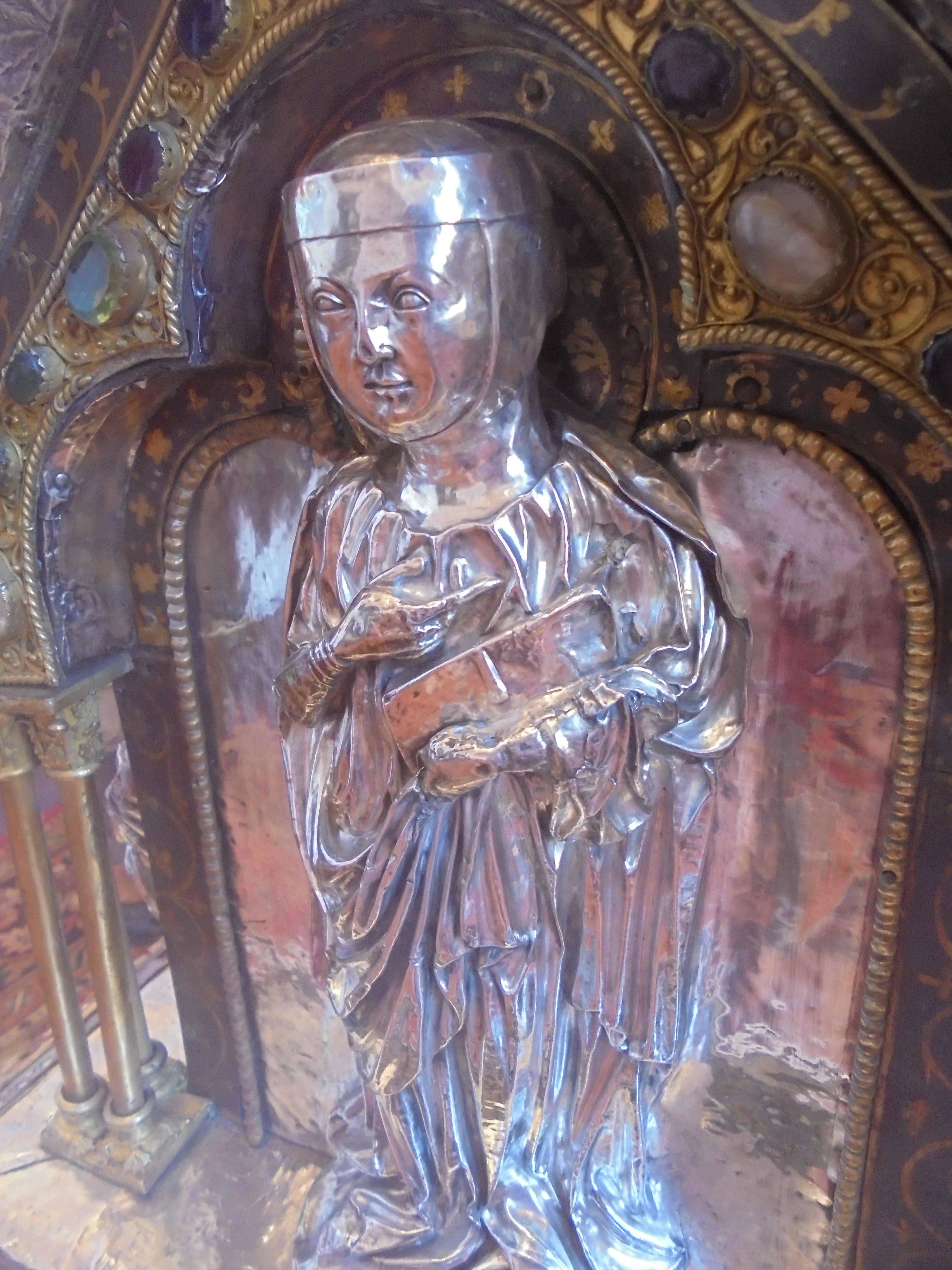
Halbplastik der hl. Oda auf dem Reliquienschrein in Amay (um 1250)

Odas Andenken wurde von den Kanonissen des an der Stiftskirche Saint-Georges in Amay im 13. Jahrhundert gegründeten Kanonissenstifts in Ehren gehalten. Die Giebelseite eines kostbaren Reliquienschreins in Form eines Hauses aus dem Jahr 1170 überliefert das Bildnis der hl. Oda. Sie steht halbplastisch zwischen den beiden allegorischen Figuren der Frömmigkeit und der Freigiebigkeit, bezeichnet mit „SCA ODA“ (hl. Oda), „RELIGIO“ (Frömmigkeit) und „ELEMOSINA“ (Freigiebigkeit). Die Bildplatte gehört zu den Schätzen des British Museum in London.
Die Gebeine der hl. Oda wurden erhoben und um 1250 zur Verehrung in einen kostbaren Reliquienschrein umgebettet, der zu den bedeutenden Kunstschätzen der Stiftskirche Saint-Georges in Amay gehört und ebenfalls ein halbplastisches Bildnis der hl. Oda in Silber zeigt.
Ihr Gedenktag ist der 23. Oktober.